# Clinosafflorita
La clinosafflorita és un mineral de la classe dels sulfurs, que pertany al grup de la löllingita. Rep el nom en referència a la simetria monoclínica i la seva relació amb la safflorita.

## Característiques
La clinosafflorita és un sulfur de fórmula química CoAs₂. Cristal·litza en el sistema monoclínic. La seva duresa a l'escala de Mohs es troba entre 4,5 i 5.
Segons la classificació de Nickel-Strunz, la clinosafflorita pertany a «02.EA: Sulfurs metàl·lics, M:S = 1:2, amb Fe, Co, Ni, PGE, etc.» juntament amb els següents minerals: aurostibita, bambollaïta, cattierita, erlichmanita, fukuchilita, geversita, hauerita, insizwaïta, krutaïta, laurita, penroseïta, pirita, sperrylita, trogtalita, vaesita, villamaninita, dzharkenita, gaotaiïta, al·loclasita, costibita, ferroselita, frohbergita, glaucodot, kullerudita, marcassita, mattagamita, paracostibita, pararammelsbergita, oenita, anduoïta, löllingita, nisbita, omeiïta, paxita, rammelsbergita, safflorita, seinäjokita, arsenopirita, gudmundita, osarsita, ruarsita, cobaltita, gersdorffita, hol·lingworthita, irarsita, jol·liffeïta, krutovita, maslovita, michenerita, padmaïta, platarsita, testibiopal·ladita, tolovkita, ullmannita, wil·lyamita, changchengita, mayingita, hollingsworthita, kalungaïta, milotaïta, urvantsevita i reniïta.

## Formació i jaciments
Va ser descoberta a l'àrea de Cobalt, a la regió de Cobalt-Gowganda del districte de Timiskaming (Ontario, Canadà). També ha estat descrita en altres lloc propers dins la mateixa regió, així com als Estats Units, França, Alemanya, el Regne Unit, la República Txeca, Finlàndia, Suècia, el Marroc i Mauritània.